# Ramzi Saleh
Ramzi Soliman Ahmed Saleh (8 de agosto de 1980) é um futebolista profissional palestino que atua como goleiro.

## Carreira
Ramzi Saleh representou a Seleção Palestina de Futebol na Copa da Ásia de 2015, como capitão da equipe.